# Brochiloricaria
Brochiloricaria (Брохілорікарія) — рід риб групи Loricaria триби Loricariini з підродини Loricariinae родини Лорікарієві ряду сомоподібні. Має 2 види. Наукова назва походить від грецького слова brogchia, тобто «горло», «трахея», та латинського слова lorica — «панцир зі шкіри».

## Опис
Загальна довжина представників цього роду коливається від 26,8 до 28,2 см. Морфологічно схожі на сомів роду Loricaria. Голова велика порівняно з тулубом. Очі невеличкі, трохи опуклі. На губах присутні довгі сосочки або з нижньої щелепи тягнуться 2 довгих вуса. Рот доволі широкий. Зуби однакового розміру на обох щелепах, є дуже довгими (розмір відмінний за видами). Цим відрізняються від інших представників своєї підродини. Тулуб сплощений з боків, сильно звужується у хвостовій частині. Спинний плавець високий, помірно широкий, з короткою основою. Жировий плавець крихітний. Грудні плавці потужні, широкі. Хвостовий плавець має виїмку, помірно широкий.
Забарвлення коричневе або сіре з білими або сірими смугами. На голові можуть бути чорні смуги.

## Спосіб життя
Біологія вивчена недостатньо. Це демерсальні риби. Воліють до прісних водойм. Активні переважно у присмерку, Живляться дрібними водними безхребетними, інколи детритом.
Самиця відкладає ікру, яку самець тримає на нижній губі або череві. піклується про неї до появи мальків.

## Розповсюдження
Мешкають у басейнах річок Ла-Плата і Парагвай — в межах Бразилії та Аргентини.

## Види
- Brochiloricaria chauliodon
- Brochiloricaria macrodon